# Цветл
Цветл (чеш. Světlá) град је у Аустрији, смештен у северном делу државе. Значајан је град у покрајини Доњој Аустрији, где је седиште истоименог округа Цветл.

## Природне одлике
Цветл се налази у северном делу Аустрије, на 120 км северозападно од главног града Беча.
Град Цветл се образовао у тзв. Шумској четврти Доње Аустрије. Надморска висина града је око 520 m. Кроз град протиче истоимена река Цветл.

## Становништво
| 1971.  | 1981.  | 1991.  | 2001.  | 2011.  |
| ------ | ------ | ------ | ------ | ------ |
| 11.677 | 11.479 | 11.427 | 11.630 | 11.272 |

По процени из 2016. у граду је живело 10993 становника. Последњих деценија број становника у граду стагнира.

## Галерија
- Главна римокатоличка црква
- Градски трг са фонтаном Хундервасера
- Градска кућа Цветла
- Манастир Цветл

## Партнерски градови
- Плохинген
- Zistersdorf